# Miconia discolor
Miconia discolor är en tvåhjärtbladig växtart som beskrevs av Dc.. Miconia discolor ingår i släktet Miconia och familjen Melastomataceae. Inga underarter finns listade i Catalogue of Life.